# Zargleben
Zargleben ist ein Ortsteil der Gemeinde Luckau (Wendland) im Landkreis Lüchow-Dannenberg in Niedersachsen. Das Dorf liegt nordwestlich vom Kernbereich von Luckau und südlich der B 493.

## Geschichte
Zargleben war ursprünglich eine Gemeinde im Kreis Lüchow und wurde 1929 in die Gemeinde Zeetze eingegliedert, die ihrerseits am 1. Juli 1972 Teil der Gemeinde Luckau wurde.